# Raión de Trosná
El raión de Trosná (ruso: Тросня́нский райо́н) es un distrito administrativo y municipal (raión) ruso perteneciente a la óblast de Oriol. Se ubica en el suroeste de la óblast. Su capital es Trosná.
En 2023, el raión tenía una población de 7739 habitantes.
El raión es limítrofe al oeste y sur con la óblast de Kursk. Su territorio es completamente rural.

## Subdivisiones
Comprende 96 localidades rurales, agrupadas en los siguientes ocho asentamientos rurales:
- Voronets
- Zhernovets (con sede en Nízhneye Mujánovo)
- Lomovets
- Malájova Slobodá (con sede en Krasnoarmeiski)
- Muravl
- Nikólskoye
- "Pénnovskoye" (con sede en Rozhdéstvenski)
- Trosná (la capital del raión)